# Orhan
Orhan, ibland Orkhan eller Orkan, född 1281, död 1362, var härskare (bey) av Osmanska riket från 1326 till 1362. Under sin regentstid erövrade han stora delar av de kvarvarande bysantinska områdena i västra Mindre Asien, däribland den stora staden Bursa, som blev osmanernas huvudstad. Han var son till Osman I.

## Biografi
Osmanska källor från tiden till Osman I, Orhan, Murad I och Bayazid I saknas, och en tidig krönika från slutet av 1300-talet av Yahshi Fakih, son till den första osmanska qadi, Dursun Fakih, som har återberättats eller kopieras i senare källor, har inte bevarats i original. Ashikpashazade skrev att han själv "återberättade" händelser från historien som gavs till honom av Yahshi Fakih, ägaren till huset där han stannade år 1413. Dessutom finns viss information om härskarna i krönikor av bysantinska, arabiska och europeiska författare. Till exempel skriver Nikifor Gregora och Ioann Kantakuzin, Ibn Battuta om Orhan.
Han gifte sig med den bysantinska  prinsessan Theodora år 1346. Hon var dotter till Johannes VI Kantakuzenos, kejsar Johannes V Palailogos fördrivne förmyndare, och hjälpte Kantakuzenos avsätta och ersätta Palailogos, vilket gav Orhan politiskt inflytande över den nye kejsaren.
Orhans son Süleyman intog år 1354 staden Gallipoli då denna övergivits av invånarna till följd av ett jordskalv och osmanerna fick därmed fotfäste i Europa. Süleyman gick dock bort, och Orhan efterträddes av sin andre son, Murad.
Orhans kanske mest betydande arv till sina efterträdare var att han lät grunda en ny kår av elitsoldater, janitsjarerna, som bland annat skulle få en avgörande betydelse för erövringen av Konstantinopel 1453. Janitsjarerna skulle även under flera århundraden framöver skulle spela en avgörande roll i det osmanska riket, såväl militärt som politiskt.